# 普卢耶
普卢耶（法語：Plouyé，法語發音：[pluje]）是法国菲尼斯泰尔省的一个市镇，属于沙托兰区。

## 地理
普卢耶（48°18'51"N, 3°44'8"W）面积37.55 平方千米，位于法国布列塔尼大區菲尼斯泰尔省，该省份为法国最西部的省份，位于布列塔尼半岛西部，北西南三面环大西洋，东临阿摩尔滨海省和莫尔比昂省。
与普卢耶接壤的市镇（或旧市镇、城区）包括：布雷尼利斯、科洛雷克、于埃尔戈阿特、凯尔格洛夫、朗德洛、洛凯夫雷特、普洛内韦迪福、普拉文。

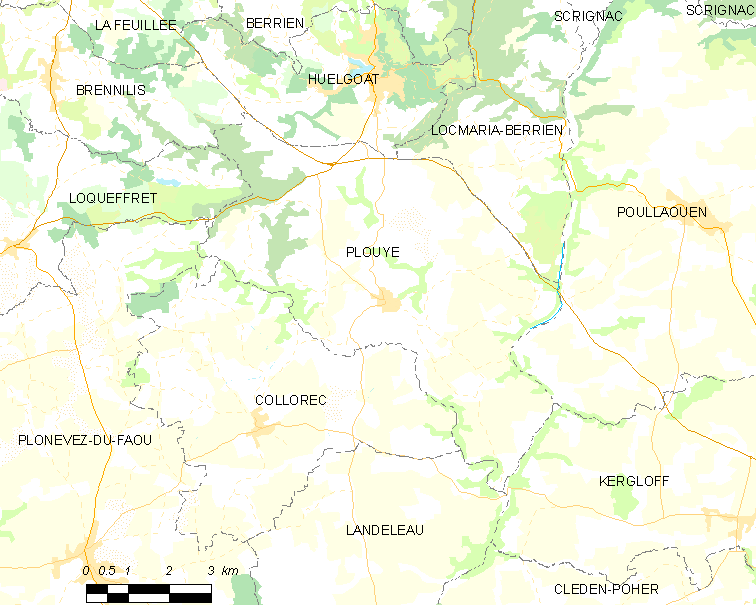
普卢耶的OSM定位图

普卢耶的时区为UTC+01:00、UTC+02:00（夏令时）。

## 行政
普卢耶的邮政编码为29690，INSEE市镇编码为29211。

## 政治
普卢耶所属的省级选区为卡赖普卢盖尔县。

## 人口

1962-2008年间普卢耶人口变化图示

普卢耶于2022年1月1日时的人口数量为669人。